# 國道104號 (印度)
國道104號（英語：National Highway 104，簡稱NH104）是一條連接著印度比哈爾邦恰基亞和納拉希亞的國道，全長160公里（99英里）並完全位於比哈爾邦境內。該國道途徑的城鎮包括馬德胡班、賈伊納加爾、希夫哈爾、西塔馬爾希和蘇爾珊德，當中由西塔馬爾希至拉希卡的約25公里路段路況較好，而從拉希卡到賈伊納加爾的路段狀況則比較差。

## 外部連結
- 印度國道系統地圖（页面存档备份，存于）